# Steve Conine
Steven K. "Steve" Conine, född antingen 1972 eller 1973, är en amerikansk företagsledare som är medordförande för det multinationella e-handelsföretaget Wayfair Inc., som han delgrundade tillsammans med Niraj Shah år 2002. Han och Shah har tidigare startat upp och lett företag som Simplify Mobile och Spinners samt arbetat för IXL.
Den amerikanska ekonomitidskriften Forbes rankar Conine till att vara världens 928:e rikaste med en förmögenhet på 2,8 miljarder amerikansk dollar för den 11 juli 2020.
Han avlade en kandidatexamen i maskinteknik vid Cornell University.